# Get Away Clean
Albums de Master P
Mama's Bad Boy
(1992)
Get Away Clean est le premier album studio de Master P, sorti le 11 février 1991.
Master P a vendu cet album, paru chez No Limit Records, depuis le coffre de sa voiture, autour de Richmond, où il vivait.

## Liste des titres
| No  | Titre                                               | Contient un (des) sample(s) de | Durée |
| --- | --------------------------------------------------- | --- | ----- |
| 1.  | Get Away Clean                                      | | 5:36  |
| 2.  | Saxophone (featuring Big O et Sonya C)              | Reach for It de George Duke Friends de Whodini Pee-Wee's Dance de Joeski Love Tequila des Champs                                                      | 0:57  |
| 3.  | Rollin' the Dice                                    | Run's House de Run–DMC | 4:44  |
| 4.  | Crooked Ass Law (featuring The Real Untouchables)   | School Boy Crush de l'Average White Band Mary Jane de Rick James Keep It Hot de Cameo It's Funky Enough de The D.O.C. Straight Outta Compton de N.W.A | 3:47  |
| 5.  | Low, Down & Dirty (featuring The Real Untouchables) | | 2:58  |
| 6.  | Safe Sex                                            | | 4:58  |
| 7.  | Dana You Can Bang Her                               | | 0:47  |
| 8.  | I'm in the House                                    | | 4:51  |
| 9.  | Richtown (featuring The Real Untouchables)          | La Di Da Di de Doug E. Fresh et Slick Rick I Wanna Sex You Up de Color Me Badd                                                                        | 3:34  |
| 10. | What's Up With That (featuring Silk)                | | 3:30  |
| 11. | Bitches & Money (featuring The Real Untouchables)   | | 2:15  |
| 12. | You Only Live Once                                  | | 3:44  |
| 13. | Dope Shots                                          | More Bounce to the Ounce de Zapp I've Got to Be Tough de MC Shy D Ain't No Half Steppin' de Heatwave                                                  | 3:41  |

| 14. | Untitled (Morceau caché) | 6:14 |